# Бірдслі (Міннесота)
Бірдслі (англ. Beardsley) — місто (англ. city) в США, в окрузі Біг-Стоун штату Міннесота. Населення — 216 осіб (2020).

## Географія
Бірдслі розташоване за координатами 45°33′28″ пн. ш. 96°42′51″ зх. д. / 45.55778° пн. ш. 96.71417° зх. д. (45.557831, -96.714079).  За даними Бюро перепису населення США в 2010 році місто мало площу 1,22 км², з яких 1,21 км² — суходіл та 0,01 км² — водойми.

## Демографія
Згідно з переписом 2010 року, у місті мешкали 233 особи в 108 домогосподарствах у складі 60 родин. Густота населення становила 192 особи/км².  Було 141 помешкання (116/км²).
Расовий склад населення:
| - 99,6 % — білих - 0,4 % — корінних американців |

До двох чи більше рас належало 0,0 %. Частка іспаномовних становила 0,0 % від усіх жителів.
За віковим діапазоном населення розподілялося таким чином: 24,9 % — особи молодші 18 років, 52,8 % — особи у віці 18—64 років, 22,3 % — особи у віці 65 років та старші. Медіана віку мешканця становила 44,8 року. На 100 осіб жіночої статі у місті припадало 89,4 чоловіків;  на 100 жінок у віці від 18 років та старших — 88,2 чоловіків також старших 18 років.
Середній дохід на одне домашнє господарство  становив 45 579 доларів США (медіана — 33 125), а середній дохід на одну сім'ю — 62 900 доларів (медіана — 66 250). За межею бідності перебувало 8,2 % осіб, у тому числі 6,5 % дітей у віці до 18 років та 6,7 % осіб у віці 65 років та старших.
Цивільне працевлаштоване населення становило 88 осіб. Основні галузі зайнятості: освіта, охорона здоров'я та соціальна допомога — 27,3 %, сільське господарство, лісництво, риболовля — 23,9 %, транспорт — 18,2 %.